# Rizaucourt-Buchey
Rizaucourt-Buchey là một xã thuộc tỉnh Haute-Marne trong vùng Grand Est đông bắc nước Pháp.